# Hierve el Agua
A Hierve el Agua (nevének jelentése: „forr a víz”) egy látványos természeti képződmény Mexikó Oaxaca államában. A több mint 50 méter magas, mészkőből álló sziklaalakzatok egy megkövült vízesésre emlékeztetnek. A sziklák tetején, az El Anfiteatro nevű helyen, ahonnan jó kilátás nyílik a Tlacolula-völgyre, természetes képződésű kis tócsák találhatók.

## Elhelyezkedése
A terület Oaxaca állam San Lorenzo Albarradas községében, Roaguía település mellett található a Sierra Mixe hegységben. Legkönnyebben a körülbelül 70 km-re fekvő Oaxaca de Juárez városából közelíthető meg, ahonnan a 190-es főúton kell elindulni keleti–délkeleti irányba, amiről Tlacolula de Matamoros után kell letérni San Pablo Villa de Mitla felé, ahol hamarosan elérhető a San Lorenzo Albarradas-i elágazás. Onnan mintegy 5 km távolságra fekszik Roaguía. Mitlától kezdve néhány szakaszt földúton kell megtenni.

## Története
A mészkőképződmények a cseppkőképződéshez hasonlóan az itt lefolyó szénsavtartalmú vízből váltak ki az évezredek során. A környék valószínűleg a szapotékok egyik szent helye lehetett. A területen ma is megtalálhatók egy körülbelül 2500 éves öntözőrendszer nyomai.

## Turizmus
Az utóbbi időkben a környéket kiépítették úgy, hogy turisták fogadására alkalmas legyen. Vendéglőket, önálló házakat, parkolóhelyeket létesítettek, és kézművesboltot is nyitottak itt. A sziklák tetején található langyos vízű tavacskában fürdeni is lehet.